# Heinrich von Wild

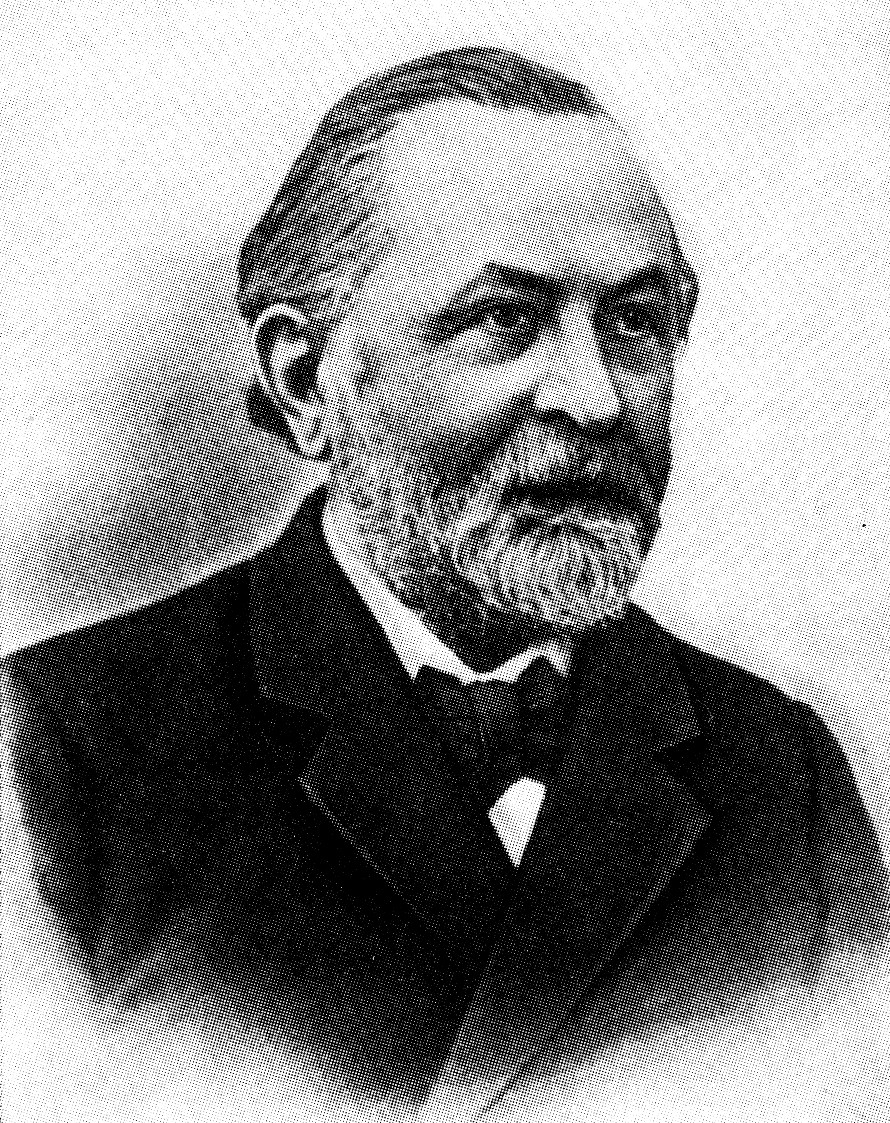
Heinrich von Wild

Heinrich Iwanowitsch Wild, auch Heinrich Wild und Heinrich von Wild, russisch Генрих Иванович Вильд (* 17. Dezember 1833 in Uster, Kanton Zürich; † 5. September 1902 in Zürich) war ein Schweizer Meteorologe und Physiker.

## Leben
Wild studierte Physik in Zürich und in Königsberg, promovierte 1857 und habilitierte sich an der Zürcher Universität und am Polytechnikum (1857), wurde aber noch im gleichen Jahr als Professor der Physik und Direktor der Sternwarte nach Bern gerufen. Er erweiterte das dortige Observatorium zur meteorologischen Zentralanstalt des Kantons Bern und legte damit die Grundlage für das umfassende Observationsnetz der Schweiz.
Der Bundesrat hat auf Anraten von Wild beschlossen, eine Referenzeinrichtung für das Messen auf Bundesebene zu schaffen, woraufhin 1862 die Eidgenössische Eichstätte (heutiges Eidgenössisches Institut für Metrologie) gegründet wurde. Als der Bundesrat ihm 1861 die Inspektion der Maß- und Gewichtsanstalten (Eichämter) übertrug, nahm Wild dies zum Anlass, nach der Durchführung der Reformen bis 1867 eine Normaleich-Einrichtung (Normaljustierungswerke) aufzubauen, deren Direktor er auch wurde. Ihm zu Ehren wurde später eine Strasse nach ihm benannt (Wildstrasse im Quartier Kirchenfeld von Bern).
1868 wurde Wild als Mitglied der Russischen Akademie der Wissenschaften und Direktor des Physikalischen Zentralobservatoriums nach Sankt Petersburg berufen, wo er die Anstalt und das meteorologische (und erdmagnetisches) Beobachtungsnetz in ganz Russland reformierte. 1877 veranlasste Wild die Gründung des meteorologisch-magnetischen Observatoriums in Pawlowsk, später auch in Irkutsk. Er führte die Reduktion der meteorologischen Werte anhand des Barometerstandes ein, womit die Observationen in den verschiedenen Ländern vergleichbar wurden. Außerdem verbesserte er verschiedene Instrumente zur Beobachtung des Wetters und Erdmagnetismus. Daneben beschäftigte er sich mit Methoden zur Bestimmung des elektrischen Widerstandes.
Wild war ab 1870 Redakteur für „Annalen des physikalischen Observatoriums für Russland“ und für „Neues Repertorium für Meteorologie“ (1869–1894, herausgegeben von der Russischen Akademie der Wissenschaften). Wild wurde 1870 zum Mitglied der internationalen Meterkommission bestimmt. Wie Karl Christian Bruhns und Karl Jelinek setzte sich Wild für die Einberufung mehrerer internationaler meteorologischer Kongresse ein, so 1873 in Wien und 1879 in Rom. Im Mai 1880 wurde Wild Präsident der Internationalen Polarkommission und war in dieser Funktion maßgeblich an der Organisation des Ersten Internationalen Polarjahres 1882–1883 beteiligt.
1885 wurde von Wild in die American Academy of Arts and Sciences gewählt.
1895 zog sich Wild ins Privatleben zurück.
Nach Heinrich von Wild sind ein Kap (Mys Wilda) und eine Insel (Ostrow Wilda) an der Küste der Taimyr-Halbinsel benannt. Er war Träger des Russischen Ordens der Heiligen Anna 2. Klasse, des Ordens des Heiligen Wladimir 3. Klasse und des österreichischen Franz-Joseph-Ordens.

## Werk

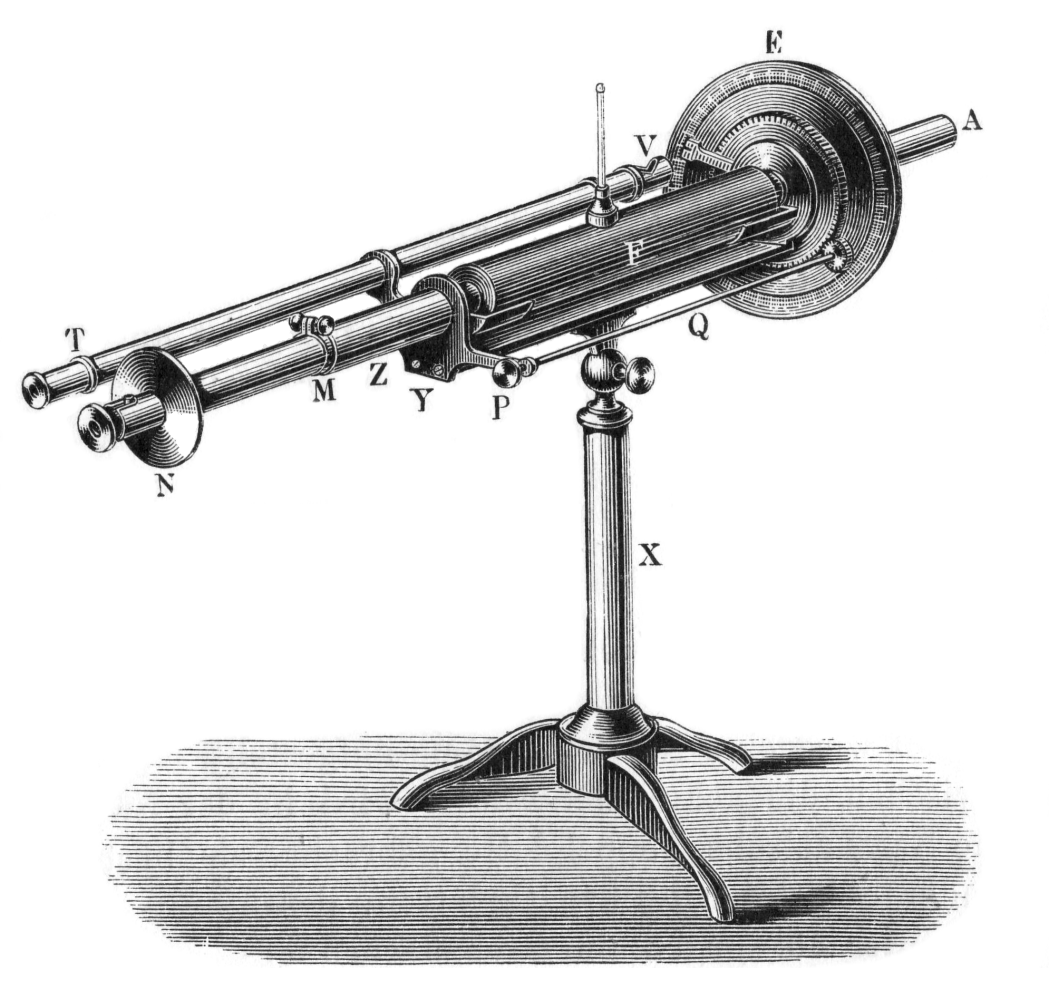
Wild’sches Polaristrobometer (Holzstich von 1897)

Wild betätigte sich hauptsächlich auf den Gebieten der Optik, der Elektrizitätslehre und des Erdmagnetismus. Auch trug er zu Fragen der Meteorologie und der Messlehre bei.
Heinrich Wild erfand unter anderem das Polaristrobometer, das z. B. in der Saccharimetrie benutzt wurde. In der Elektrizitätslehre hat sich Wild durch die Neubestimmung der absoluten elektrischen Widerstandseinheit Ohm verdient gemacht. Als Präsident der Polarkommission gab er die regelmäßigen Mitteilungen der Gesellschaft heraus, die in den 1880er Jahren wichtige Beiträge zur Polarforschung veröffentlichte.